# Yoduro de cesio
El yoduro de cesio (CsI) es un compuesto iónico de yodo y cesio. A temperatura ambiente se presenta como un sólido blanco inodoro. 

## Aplicaciones
Se usa frecuentemente en intensificadores de imagen de rayos X. Otra importante aplicación de los cristales de este compuesto es en calorimetría en detectores de partículas. El CsI puro es un  centellador  rápido que produce gran cantidad de luz. Tiene dos componentes de emisión: una en el ultravioleta cercano a una longitud de onda de 310 nm y otra a 460 nm. Sus inconvenientes son que tiene una respuesta que depende fuertemente de la temperatura y una ligera higroscopia.

## Yoduro de cesio, activado por Sodio
El yoduro de cesio, activado por Sodio (Yoduro de Cesio o CsI:Na) es un material cristalino de centelleo con alto poder de absorción utilizado en la absorción de rayos gamma.

## Propiedades ópticas
- Rango de transmisión: de 250 nm a 55 µm.
- Índice de refracción: 1.739 a 10.6 µm.
- Pérdidas por reflexión: 13.6% a 10.6 µm (2 superficies).